# Экономика Люксембурга
Люксембург — высокоразвитая индустриальная страна, одна из самых зажиточных стран Европы, крупный международный финансовый и туристический центр. В структуре ВВП преобладают сфера услуг, финансы и торговля. В этих отраслях занято около 50 % экономически активного населения.
Люксембург входит в экономический союз Бенилюкс и Европейский союз. Денежная единица — евро.

## Статистика
В следующей таблице показаны основные экономические показатели за 1980—2017 года. Инфляция менее 2 % обозначена зелёной стрелкой.
| Год  | ВВП (ППС) (в млрд долл. США) | ВВП на душу населения (ППС) (в долл. США) | Динамика ВВП (реального) | Уровень инфляции (в процентах) | Безработица (в процентах) | Государственный долг (в процентах от ВВП) |
| ---- | ---------------------------- | ----------------------------------------- | ------------------------ | ------------------------------ | ------------------------- | ----------------------------------------- |
| 1980 | 5,7                          | 15 611                                    | ▲3,2 %                   | ▲6,3 %                         | 0,7 %                     | н/д                                       |
| 1981 | ▲6,3                         | ▲17 153                                   | ▲0,8 %                   | ▲8,1 %                         | ▲1,0 %                    | н/д                                       |
| 1982 | ▲6,7                         | ▲18 391                                   | ▲1,0 %                   | ▲9,4 %                         | ▲1,3 %                    | н/д                                       |
| 1983 | ▲7,1                         | ▲19 478                                   | ▲1,9 %                   | ▲8,7 %                         | ▲1,6 %                    | н/д                                       |
| 1984 | ▲7,7                         | ▲21 106                                   | ▲4,7 %                   | ▲5,6 %                         | ▲1,7 %                    | н/д                                       |
| 1985 | ▲8,4                         | ▲22 956                                   | ▲5,6 %                   | ▲14,8 %                        | ▬1,7 %                    | н/д                                       |
| 1986 | ▲9,4                         | ▲25 638                                   | ▲10,0 %                  | ▲0,3 %                         | ▼1,5 %                    | н/д                                       |
| 1987 | ▲10,1                        | ▲27 155                                   | ▲4,0 %                   | ▼−0,1 %                        | ▲1,7 %                    | н/д                                       |
| 1988 | ▲11,3                        | ▲30 223                                   | ▲8,5 %                   | ▲1,4 %                         | ▼1,5 %                    | н/д                                       |
| 1989 | ▲12,9                        | ▲34 137                                   | ▲9,8 %                   | ▲3,4 %                         | ▼1,4 %                    | н/д                                       |
| 1990 | ▲14,1                        | ▲36 863                                   | ▲5,3 %                   | ▲3,7 %                         | ▼1,3 %                    | н/д                                       |
| 1991 | ▲15,8                        | ▲40 826                                   | ▲8,6 %                   | ▲3,1 %                         | ▲1,4 %                    | н/д                                       |
| 1992 | ▲16,5                        | ▲41 943                                   | ▲1,8 %                   | ▲3,2 %                         | ▲1,6 %                    | н/д                                       |
| 1993 | ▲17,6                        | ▲44 115                                   | ▲4,2 %                   | ▲3,6 %                         | ▲2,1 %                    | н/д                                       |
| 1994 | ▲18,6                        | ▲46 104                                   | ▲3,8 %                   | ▲2,2 %                         | ▲2,7 %                    | н/д                                       |
| 1995 | ▲19,3                        | ▲47 516                                   | ▲1,4 %                   | ▲1,9 %                         | ▲3,0 %                    | 8,9 %                                     |
| 1996 | ▲19,9                        | ▲48 412                                   | ▲1,5 %                   | ▲1,2 %                         | ▲3,2 %                    | ▼8,6 %                                    |
| 1997 | ▲21,5                        | ▲51 502                                   | ▲5,9 %                   | ▲1,4 %                         | ▲3,3 %                    | ▼8,5 %                                    |
| 1998 | ▲23,1                        | ▲54 757                                   | ▲6,5 %                   | ▲1,0 %                         | ▼3,1 %                    | ▼8,1 %                                    |
| 1999 | ▲25,4                        | ▲59 529                                   | ▲8,4 %                   | ▲1,0 %                         | ▼2,9 %                    | ▼7,1 %                                    |
| 2000 | ▲28,8                        | ▲65 079                                   | ▲8,4 %                   | ▲3,8 %                         | ▼2,2 %                    | ▼6,5 %                                    |
| 2001 | ▲29,6                        | ▲67 331                                   | ▲2,5 %                   | ▲2,4 %                         | ▼2,0 %                    | ▲6,9 %                                    |
| 2002 | ▲31,2                        | ▲70 249                                   | ▲3,8 %                   | ▲2,1 %                         | ▲2,5 %                    | ▼6,8 %                                    |
| 2003 | ▲32,3                        | ▲72 127                                   | ▲1,6 %                   | ▲2,5 %                         | ▲3,3 %                    | ▬6,8 %                                    |
| 2004 | ▲34,4                        | ▲75 663                                   | ▲3,6 %                   | ▲3,2 %                         | ▲4,0 %                    | ▲7,3 %                                    |
| 2005 | ▲36,7                        | ▲79 480                                   | ▲3,2 %                   | ▲3,7 %                         | ▬4,0 %                    | ▲7,4 %                                    |
| 2006 | ▲39,7                        | ▲84 722                                   | ▲5,2 %                   | ▲3,0 %                         | ▬4,0 %                    | ▲7,8 %                                    |
| 2007 | ▲44,2                        | ▲92 837                                   | ▲8,4 %                   | ▲2,7 %                         | ▬4,0 %                    | ▼7,7 %                                    |
| 2008 | ▲44,5                        | ▼91 977                                   | ▼−1,3 %                  | ▲4,1 %                         | ▲4,1 %                    | ▲14,9 %                                   |
| 2009 | ▼42,9                        | ▼86 894                                   | ▼−4,4 %                  | ▲0,0 %                         | ▲5,6 %                    | ▲15,7 %                                   |
| 2010 | ▲45,5                        | ▲90 662                                   | ▲4,9 %                   | ▲2,8 %                         | ▲6,0 %                    | ▲19,8 %                                   |
| 2011 | ▲47,6                        | ▲92 970                                   | ▲2,5 %                   | ▲3,7 %                         | ▬6,0 %                    | ▼18,7 %                                   |
| 2012 | ▲48,3                        | ▼92 102                                   | ▼−0,4 %                  | ▲2,9 %                         | ▲6,1 %                    | ▲21,7 %                                   |
| 2013 | ▲50,9                        | ▲94 824                                   | ▲3,7 %                   | ▲1,7 %                         | ▲6,8 %                    | ▲23,7 %                                   |
| 2014 | ▲54,8                        | ▲99 738                                   | ▲5,8 %                   | ▲0,7 %                         | ▲7,1 %                    | ▼22,7 %                                   |
| 2015 | ▲57,0                        | ▲101 255                                  | ▲2,9 %                   | ▲0,1 %                         | ▼6,8 %                    | ▼22,0 %                                   |
| 2016 | ▲59,5                        | ▲103 286                                  | ▲3,1 %                   | ▲0,0 %                         | ▼6,3 %                    | ▼20,8 %                                   |
| 2017 | ▲62,8                        | ▲106 373                                  | ▲3,5 %                   | ▲2,1 %                         | ▼5,8 %                    | ▲23,0 %                                   |

### Тяжёлая промышленность
До середины 1990-х годов ведущей отраслью промышленности являлась чёрная металлургия, развивавшаяся на богатых месторождениях железной руды (относятся к обширному Лотарингскому бассейну) у южной границы Люксембурга. В экономике страны долгое время главную роль играла сталелитейная отрасль. Сталелитейный концерн ARBED, основанный в 1911, был крупнейшим промышленным предприятием страны, позже вошедшая в состав компании Arcelor. В 1997 была погашена последняя доменная печь и прекращена добыча железной руды; сталь выплавляют только из металлолома и в электропечах. Есть конструкторские и производственные компании Paul Wurth, которая выпускала готовые доменные печи.

### Другие виды
Развиты химическая, кожевенная, цементная, фаянсовая (стекло, фарфор), деревообрабатывающая, швейная, ткацкая, пищевкусовая промышленность. Телекоммуникационное оборудование, аудио- и видеотехника.

## Энергетика
Почти вся энергия, потребляемая в Люксембурге, импортируется, включая нефть, природный газ, каменный уголь.

## Туризм
Дельтапланеризм, горные и бальнеологические курорты.

## Финансы
В XX веке Люксембург стал одним из крупнейших мировых банковских центров. На территории страны действует свыше 200 крупнейших банков мира. С 1929 правительство поощряет регистрацию в стране крупных транснациональных компаний, чему в немалой степени способствует внутренний либеральный налоговый климат, офшоры.

## Сельское хозяйство
При высоком индустриальном развитии в стране продолжают заниматься традиционными отраслями сельского хозяйства — мясомолочным животноводством, садоводством, виноградарством. Особенно славятся виноградники вдоль реки Мозель, дающие превосходное вино. В этой долине выращивают отборные сорта винограда — Рислинг, Риванер, группы Пино. Крупнейшая молочная компания страны — Luxlait — работает с 1894 года.

## Доходы населения
По состоянию на 2020 год минимальный размер оплаты труда в Люксембурге (2142€) второй самый высокий в мире действующий на всей территории страны, после австралийского (2180€). Самый высокий минимальный размер оплаты труда с 1 ноября 2020 года в кантоне Женева (23 франка (21,30€) в час или 4086 франков (3785,47€) в месяц).
С 1 августа 2018 года минимальный размер оплаты трудa в Люксембурге составляет 2048,54€ (брутто), и 1722€ (нетто). Почасовая ставка составляет 11,84€. С 1 января 2019 года минимальный размер оплаты трудa в Люксембурге составляет 2071,10€ (брутто), и 1740€ (нетто). Почасовая ставка составляет 11,97€ В Люксембурге установлен специальный минимум для подростков и молодёжи, который меньше общего минимума. Для подростков от 15 до 17 лет ниже минимума для неквалифицированных рабочих на 25 %, для 17-18-летних — на 20 %.